# Zoutvlees
Zoutvlees is een gepekeld en gekruid soort rundvlees, afgeleid van het uit de joodse keuken bekende pekelvlees.
Het wordt veel gegeten in de Surinaamse cultuur. Het gepekelde en gekruide rundvlees kan gebruikt worden in pom, een ovengerecht dat vaak op (verjaardags)feesten en familiebijeenkomsten wordt geserveerd. In tal van andere gerechten is zoutvlees te gebruiken.
Behalve in Suriname is het geconserveerde (en dus lang houdbare) zoutvlees populair in het Caribisch gebied, zoals in het Caribisch deel van het Koninkrijk der Nederlanden.
Het vlees, in plakjes gesneden, heeft enige tijd gerijpt in pekel met een speciale kruidenmix. Het is in emmers of vacuümverpakking verkrijgbaar bij (Surinaamse) toko's en bij enkele supermarkten. Voor gebruik wordt zoutvlees meestal tien tot vijftien minuten in ruim water gekookt om het te ontzouten.